# Madeleine Bunting
Pour les articles homonymes, voir Bunting.
Madeleine Bunting, née le 19 mars 1964 à Oswaldkirk dans le Yorkshire du Nord, est une journaliste et essayiste britannique. Elle publie principalement ses éditoriaux dans The Guardian mais participe aussi à des émissions de radio et de télévision.
Bunting suit des études d'histoire au Corpus Christi College de l'université de Cambridge. Bunting obtient une bourse post-doctorale pour étudier les sciences politiques et enseigner à l'université Harvard.
Elle commence à travailler pour The Guardian en 1989 comme journaliste généraliste, puis se trouve chargée des affaires religieuses, de l'Europe et des questions de développement économique avant de devenir rédactrice puis éditorialiste.
Bunting défend la foi religieuse et s'oppose à l'athéisme.
En juin 2006, Bunting est nommée directrice de Demos un think tank londonien. Elle prend ses fonctions début septembre mais démissionne en octobre à la suite de différences avec les gestionnaires concernant la direction que l'organisation devait prendre. Bunting retourne alors au Guardian.
Bunting est mariée et le couple a trois enfants.

## Œuvres
- The Model Occupation: The Channel Islands Under German Rule, 1940-45, HarprtCollins (1995)   (ISBN 0-00-255242-6) (reprint (2004) Pimlico,  (ISBN 1-84413-086-X))
- Willing Slaves: How the Overwork Culture is Ruling Our Lives, HarperCollins (2004)  (ISBN 978-0-00-716372-4)